# Plouguin
Plouguin [pluɡɛ̃] (en breton : Plougin) est une commune du département du Finistère, dans la région Bretagne, en France.

## Géographie

### Localisation

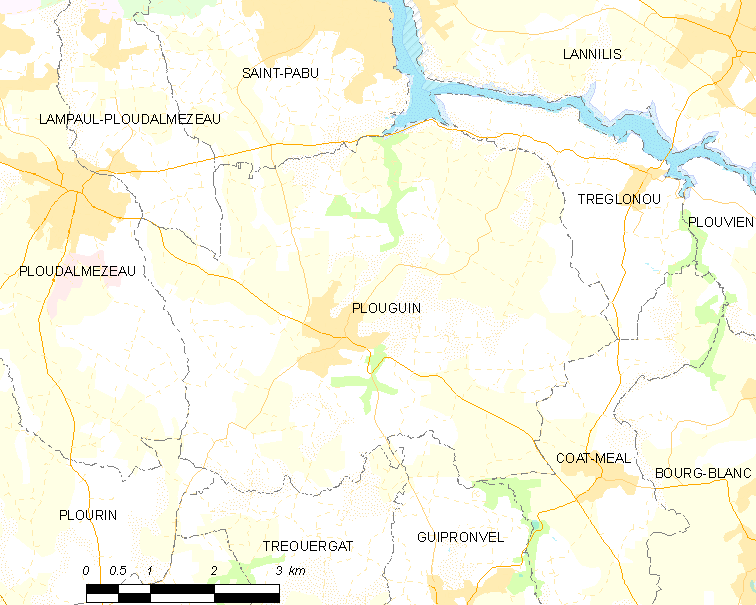
Carte de la commune de Plouguin.

Située à 20 km au nord-ouest de Brest, à 7 km de la Manche, la commune est traversée du sud au nord par une rivière, le Garo, sur le cours de laquelle ont été construits de nombreux moulins.
Plouguin est bordée au nord par l'Aber Benoît, une ria comme il en existe plusieurs dans le Nord-Finistère. Il s'agit d'une commune rurale.

### Communes limitrophes
| Ploudalmézeau | Saint-Pabu                     | Tréglonou |
|               | Plouguin                       |           |
| Plourin       | Tréouergat, Milizac-Guipronvel | Coat-Méal |

### Climat
Pour des articles plus généraux, voir Climat de la Bretagne et Climat du Finistère.
En 2010, le climat de la commune est de type climat océanique franc, selon une étude du CNRS s'appuyant sur une série de données couvrant la période 1971-2000. En 2020, Météo-France publie une typologie des climats de la France métropolitaine dans laquelle la commune est exposée à un climat océanique et est dans la région climatique  Finistère nord, caractérisée par une pluviométrie élevée, des températures douces en hiver (6 °C), fraîches en été et des vents forts. Parallèlement l'observatoire de l'environnement en Bretagne publie en 2020 un zonage climatique de la région Bretagne, s'appuyant sur des données de Météo-France de 2009. La commune est, selon ce zonage, dans la zone « Littoral », exposée à un climat venté, avec des étés frais mais doux en hiver et des pluies moyennes.
Pour la période 1971-2000, la température annuelle moyenne est de 11,9 °C, avec  une amplitude thermique annuelle de 9,4 °C. Le cumul annuel moyen de précipitations est de 965 mm, avec 16 jours de précipitations en janvier et 7,2 jours en juillet. Pour la période 1991-2020, la température moyenne annuelle observée sur la station météorologique la plus proche, située sur la commune de Ploudalmézeau à 5 km à vol d'oiseau, est de 12,1 °C et le cumul annuel moyen de précipitations est de 997,1 mm,. Pour l'avenir, les paramètres climatiques de la commune estimés pour 2050 selon différents scénarios d’émission de gaz à effet de serre sont consultables sur un site dédié publié par Météo-France en novembre 2022.

## Urbanisme

### Typologie
Au 1er janvier 2024, Plouguin est catégorisée bourg rural, selon la nouvelle grille communale de densité à 7 niveaux définie par l'Insee en 2022.
Elle est située hors unité urbaine. Par ailleurs la commune fait partie de l'aire d'attraction de Brest, dont elle est une commune de la couronne,. Cette aire, qui regroupe 68 communes, est catégorisée dans les aires de 200 000 à moins de 700 000 habitants,.
La commune, bordée par la Manche, est également une commune littorale au sens de la loi du 3 janvier 1986, dite loi littoral. Des dispositions spécifiques d’urbanisme s’y appliquent dès lors afin de préserver les espaces naturels, les sites, les paysages et l’équilibre écologique du littoral, tel le principe d'inconstructibilité, en dehors des espaces urbanisés, sur la bande littorale des 100 mètres, ou plus si le plan local d’urbanisme le prévoit.

### Occupation des sols

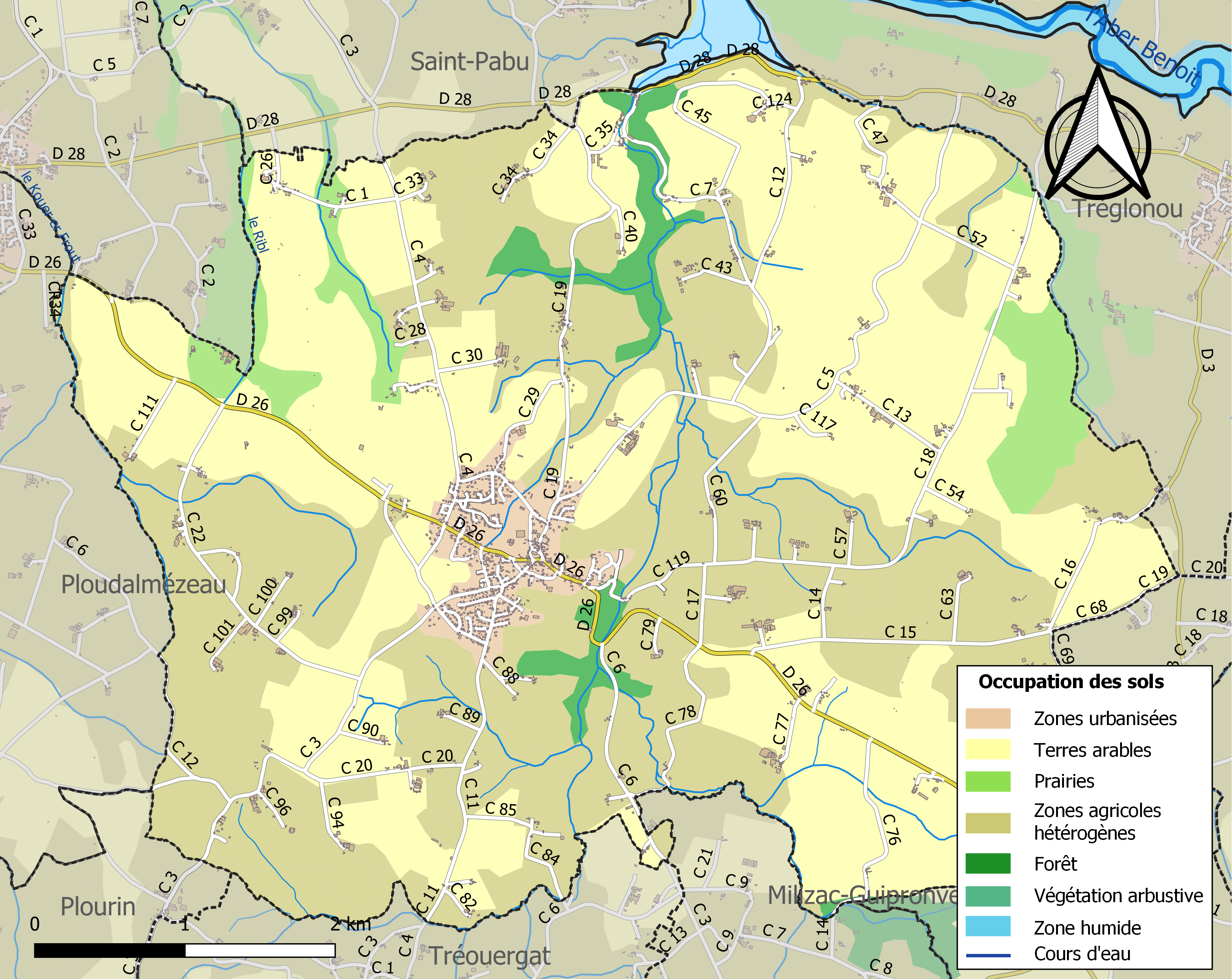
Carte des infrastructures et de l'occupation des sols de la commune en 2018 (CLC).

L'occupation des sols de la commune, telle qu'elle ressort de la base de données européenne d’occupation biophysique des sols Corine Land Cover (CLC), est marquée par l'importance des territoires agricoles (93,9 % en 2018), une proportion sensiblement équivalente à celle de 1990 (94,2 %). La répartition détaillée en 2018 est la suivante : 
terres arables (46,5 %), zones agricoles hétérogènes (43,6 %), prairies (3,8 %), zones urbanisées (3,3 %), forêts (2,8 %), zones humides côtières (0,1 %).
L'IGN met par ailleurs à disposition un outil en ligne permettant de comparer l’évolution dans le temps de l’occupation des sols de la commune (ou de territoires à des échelles différentes). Plusieurs époques sont accessibles sous forme de cartes ou photos aériennes : la carte de Cassini (XVIIIe siècle), la carte d'état-major (1820-1866) et la période actuelle (1950 à aujourd'hui).

## Toponymie
Le nom de la localité est attesté sous les formes Ploueguen en 1172, Ploeken vers 1330, Ploeguin en 1371, Ploeguen en 1481, Ploueguenen 1544.
Plouguin vient du breton ploe (paroisse) et Gwen « La paroisse de Gwen ».

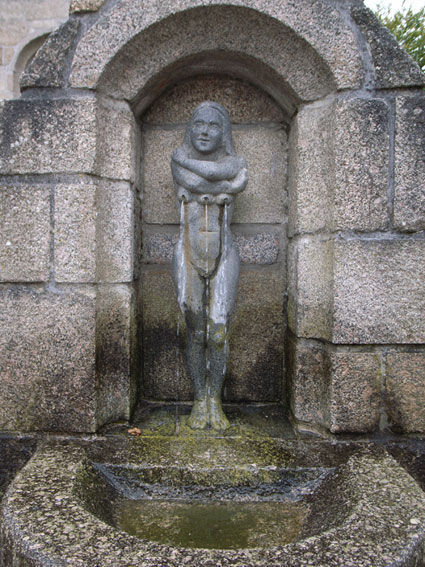
Statue de sainte Gwenn à Plouguin

## Histoire

### Origines
Les Bretons, originaires de Grande-Bretagne (Cornouailles, Pays de Galles, Écosse) sont arrivés en Armorique entre le Ve siècle et le VIIIe siècle. Ils fondèrent les anciennes paroisses bretonnes dont le nom commence par Plou.

### Antiquité
Bien avant cela, l'histoire du pays a vu se succéder des peuples qui ont chacun laissé quelques traces :
- Du Paléolithique et du Mésolithique persistent des sites de pierres taillées et des bifaces.
- Du Néolithique datent les menhirs ; c'est aussi l'époque des pierres polies de Plouguin.
- Puis il y eut l'âge du bronze, important dans la région, riche en étain. Les tumulus datent de cette époque.
- Les Celtes occupèrent ensuite le pays. Ils ont laissé les stèles en granit, nombreuses dans le Nord-Finistère.
- L'époque romaine ou gallo-romaine fut également très riche, de nombreuses traces d'occupation de cette époque en témoignent : enclos, meules.

Dans les musées, on peut trouver quelques objets originaires de Plouguin. Les plus intéressants se trouvent au musée de Penmarc'h qui possède une belle collection de haches en fibrolite et des percuteurs trouvés à Lannalouarn. On peut aussi y voir le poignard en cuivre trouvé par le Dr L'Hostis à Kerhuguellou. À signaler également, un magnifique bloc de fibrolite polychrome dans l'entrée du musée.
Au musée des antiquités nationales de Saint-Germain-en-Laye, sont conservés le vase de Castellourop (non exposé), quelques fragments osseux et un galet appointé (venant sans doute du tumulus de Croas Hir). Mais l'épée signalée par Du Châtelier semble avoir disparu.

### Saint Fragan,sainte Gwenn, la fondation du château de Lesguen (Lesven) et la bataille deLochrist(auIVesiècle)
Saint Fragan fut le fondateur du château de Lesguen (cours de Guen, Guen ou Gwen signifiant "Blanche" en breton, sainte Gwenn étant l'épouse de saint Fragan), dit encore Lesven, dans l'actuelle commune de Plouguin :

« Fragan et Guen, se retirèrent en leur gouvernement et bâtirent, en la paroisse de Ploukin (Plouguin), diocèse de Léon, un beau château qui, du nom de la dame, fut nommé Les  -  Guen où ils firent leur nécessaire résidence. (...) Un jour saint Gwennolé étant par permission de saint Corentin, allé voir son père qui était pour lors en Léon, certains pirates païens, que Fragan avait chassés de Léon, du temps du feu roi Conan, revinrent en plus grand nombre, résolus de prendre terre et s'y habituer. Leur flotte ayant paru en mer, l'alarme se donna à la côte et Fragan, ayant amassé une petite armée à la hâte, encouragé par saint Guennolé, marche vers le rivage de la mer pour empêcher l'ennemi de descendre et, étant en la paroisse de Guic-Sesni (Guissény), près Lavengat, ils aperçurent la flotte ennemie en rade, si épaisse que les mâts de navire semblaient représenter une forêt, ce qu'étant vu par le conducteur de l'avant-garde, il s'écria Me a vel mil guern, c'est-à-dire "je vois mille mâts de navires". En mémoire de quoi, après la bataille fut dressée en ce lieu une croix qui encore à présent s'appelle Kroaz ar mil guern... Après la victoire, Guennolé exhorta son père et les chefs de l'armée d'employer le butin pris sur les ennemis pour bâtir un monastère en l'honneur de la Sainte Croix au même lieu où fut donnée la bataille qui s'appelait an Izel-Vez, en la paroisse de Plounévez, ce qui fut fait et fut nommé Loc-Christ.(extrait de "La vie des saincts de la Bretaigne armorique" par Albert Le Grand, 1re édition en 1637). »

### Époque moderne
En 1759, une ordonnance de Louis XV ordonne à la paroisse de Plouguin de fournir 22 hommes et de payer 144 livres pour « la dépense annuelle de la garde-côte de Bretagne ».
Jean-Baptiste Ogée décrit ainsi Plouguin en 1778 :

« Plouguin ; à 10 lieues et demie à l'ouest-sud-ouest de Saint-Pol-de-Léon, son évêché ; à 49 lieues de Rennes et à 4 lieues de Brest, sa subdélégation et son ressort. Cette paroisse relève du Roi, et compte 2 000 communiants; la cure est présentée par l'Évêque. Ce territoire, arrosé par plusieurs bras de mer et coupé de vallons, offre à la vue des plaines et des coteaux ; les terres sont fertiles et très exactement cultivées. »

### Révolution française
Les citoyens de Plouguin déclarent le 20 novembre 1791 qu'ils n'ont aucune confiance dans le prêtre constitutionnel , Bazil, et demandent qu' « il doit être loisible à chacun en particulier de s'adresser à tel ministre [du culte] que bon lui semble pour se faire administrer les sacrements ».
Marie Chapalain a caché à Plouguin son frère Claude et Tanguy Jacob, tous deux prêtres réfractaires. Ils furent tous les trois arrêtés sur dénonciation et furent guillotinés à Brest le 24 vendémiaire an III (15 octobre 1794).

### LeXXesiècle

#### La Belle Époque
En réponse à une enquête épiscopale organisée en 1902 par Mgr Dubillard, évêque de Quimper et de Léon en raison de la politique alors menée par le gouvernement d'Émile Combes contre l'utilisation du breton par les membres du clergé, le recteur de Plouguin, l'abbé Le Sam, écrit : « Le breton est l'idiome parfaitement compris de toute la population sans exception ».

#### La Première Guerre mondiale

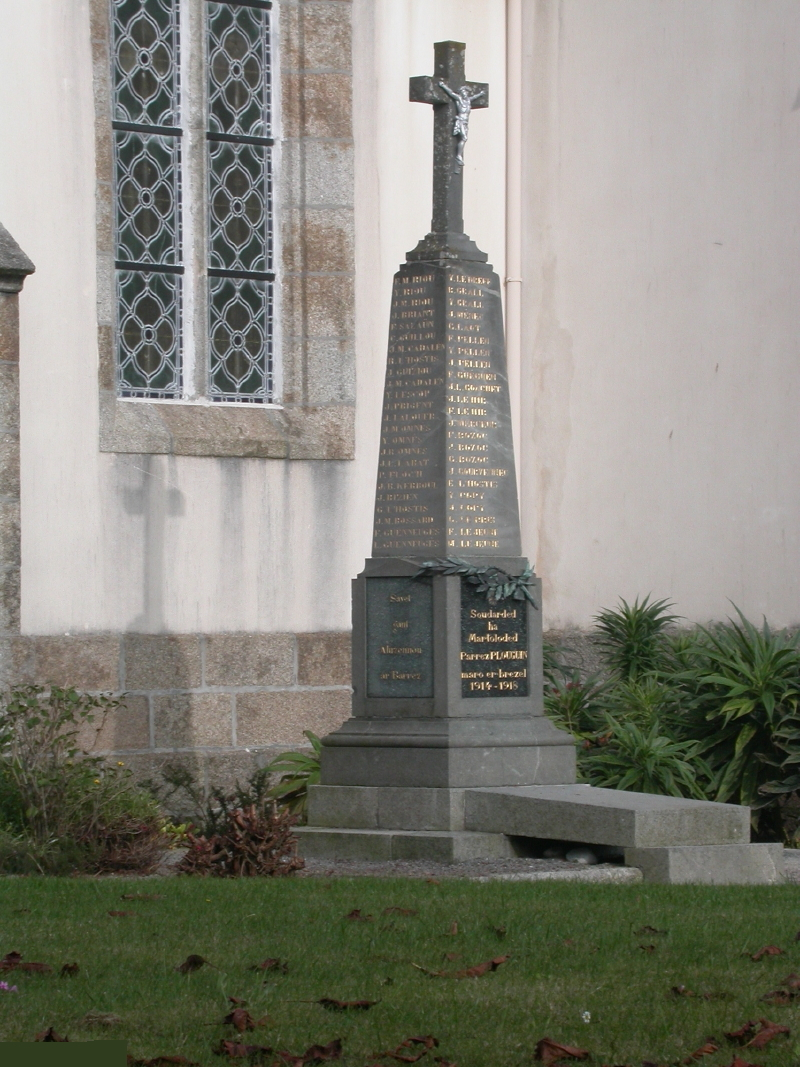
Le monument aux morts de Plouguin.

Le monument aux morts de Plouguin porte les noms de 95 marins et soldats morts pour la France pendant la Première Guerre mondiale ; parmi eux deux au moins (Jean Léost, François Roussel) sont des marins disparus en mer ; Joseph Le Hir est mort à Zuydcoote (Belgique) le 17 décembre 1914 ; la plupart des autres sont décédés sur le sol français.

#### La Seconde Guerre mondiale
Le château de Lesven, en Plouguin, abrita un poste de commandement allemand pendant la Seconde Guerre mondiale.

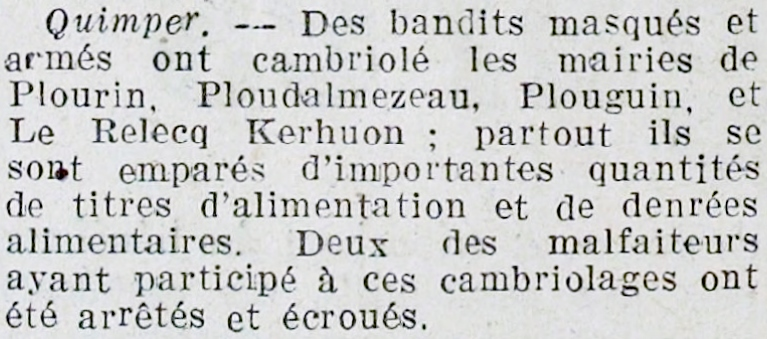
Un acte commis par des résistants et présenté comme commis par des "bandits masqués et armés" par la presse collaborationniste (journal L'Œuvre du 28 janvier 1944).

Le monument aux morts de Plouguin porte les noms de 12 personnes mortes pour la France pendant la Deuxième Guerre mondiale ; parmi elles, René Conq est mort le 15 juin 1940 à Auxerre pendant la Débâcle ; trois (Jean Le Gall, Émile Tréguer, Gabriel Tournellec) sont des marins décédés le 3 juillet 1940 lors de la bataille de Mers el-Kébir ; Paul Bernicot est mort le 25 septembre 1940 au Viet-Nam ; Eugène Forest est mort en déportation au camp de concentration de Buchenwald le 19 décembre 1943.

## Politique et administration

### Liste des maires
| Période                                  | Période                   | Identité               | Étiquette | Qualité |
| ---------------------------------------- | ------------------------- | ---------------------- | --------- | --- |
| Les données manquantes sont à compléter. |                           |                        |           | |
| 1912                                     | 1940                      | François-Marie Berthou |           | |
| Les données manquantes sont à compléter. |                           |                        |           | |
| 29 avril 1945                            | 28 mars 1965              | François Le Fourn      |           | |
| 28 mars 1965                             | 19 mars 1983              | Louis Berthou          |           | Négociant en vins et spiritueux, résistant - Maire honoraire (1980)                                                                     |
| 19 mars 1983                             | 23 mars 2001              | Joseph Herry           |           | Maire honoraire |
| 23 mars 2001                             | 29 mars 2014              | Michel Troadec         | DVD       | Retraité de la DCN |
| 29 mars 2014                             | En cours (au 27 mai 2020) | Roger Talarmain        | DVD       | Responsable de marché retraité, adjoint au maire (2001 → 2014) Vice-président de la CC du pays des Abers Réélu pour le mandat 2020-2026 |

## Démographie
L'évolution du nombre d'habitants est connue à travers les recensements de la population effectués dans la commune depuis 1793. Pour les communes de moins de 10 000 habitants, une enquête de recensement portant sur toute la population est réalisée tous les cinq ans, les populations de référence des années intermédiaires étant quant à elles estimées par interpolation ou extrapolation. Pour la commune, le premier recensement exhaustif entrant dans le cadre du nouveau dispositif a été réalisé en 2007.
En 2022, la commune comptait 2 236 habitants, en évolution de +4,44 % par rapport à 2016 (Finistère : +2,16 %, France hors Mayotte : +2,11 %).
| 1793  | 1800  | 1806  | 1821  | 1831  | 1836  | 1841  | 1846  | 1851  |
| ----- | ----- | ----- | ----- | ----- | ----- | ----- | ----- | ----- |
| 2 281 | 2 203 | 2 316 | 2 020 | 2 252 | 2 367 | 2 347 | 2 206 | 2 267 |

| 1856  | 1861  | 1866  | 1872  | 1876  | 1881  | 1886  | 1891  | 1896  |
| ----- | ----- | ----- | ----- | ----- | ----- | ----- | ----- | ----- |
| 2 175 | 2 197 | 2 234 | 2 169 | 1 797 | 1 801 | 1 825 | 1 783 | 1 894 |

| 1901  | 1906  | 1911  | 1921  | 1926  | 1931  | 1936  | 1946  | 1954  |
| ----- | ----- | ----- | ----- | ----- | ----- | ----- | ----- | ----- |
| 1 909 | 1 932 | 1 901 | 1 815 | 1 864 | 1 760 | 1 642 | 1 670 | 1 654 |

| 1962  | 1968  | 1975  | 1982  | 1990  | 1999  | 2006  | 2007  | 2012  |
| ----- | ----- | ----- | ----- | ----- | ----- | ----- | ----- | ----- |
| 1 549 | 1 418 | 1 373 | 1 920 | 2 060 | 1 955 | 2 038 | 2 050 | 2 121 |

| 2017  | 2022  | - | - | - | - | - | - | - |
| ----- | ----- | - | - | - | - | - | - | - |
| 2 151 | 2 236 | - | - | - | - | - | - | - |

## Langue bretonne
L’adhésion à la charte Ya d’ar brezhoneg a été votée par le conseil municipal le 21 décembre 2008.

## Monuments

### Monuments remarquables
Deux monuments historiques sont présents sur la commune de Plouguin :
- menhir de Lann al Louarn (ou Menhir de Lannoulouarn), classé au titre des monuments historiques par décret du 27 mars 1961[42] ;
- menhir de Kervignen-Bras, classé au titre des monuments historiques par arrêté du 5 septembre 1979[43].

Autre monument :
- Église Saint-Pierre, construite en 1867[44].

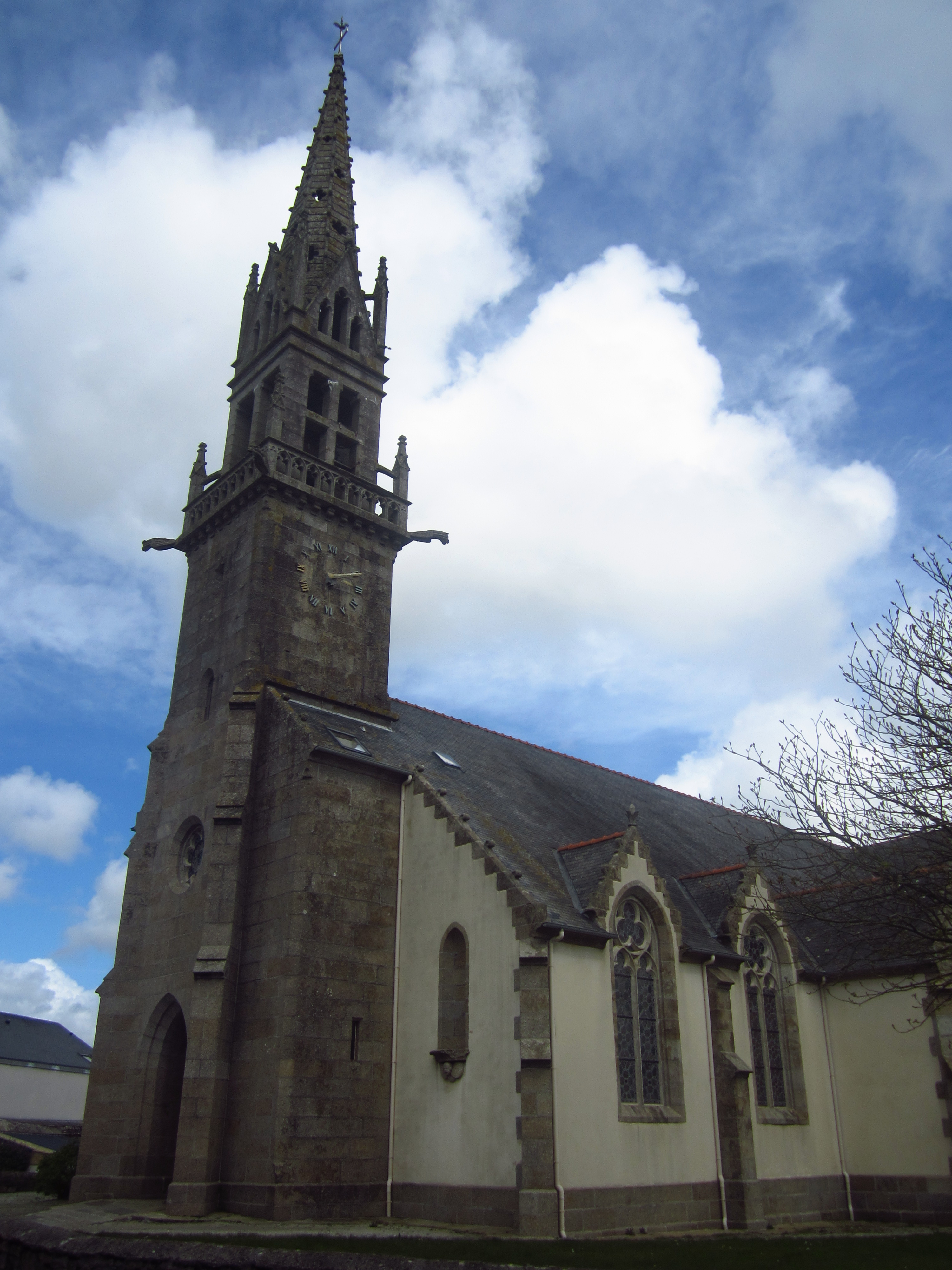
L'église Saint-Pierre.
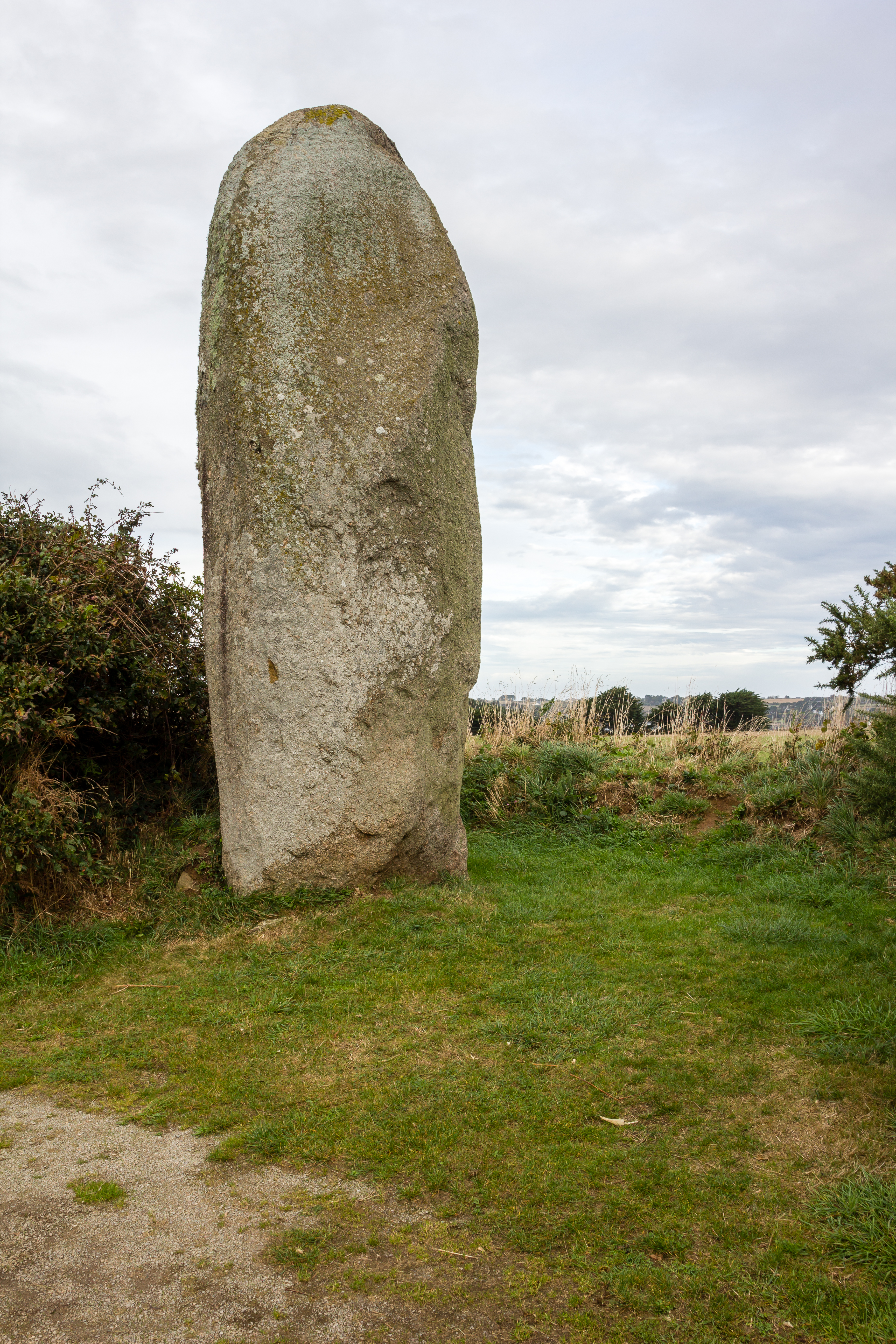
Le menhir de Lann al Louarn.
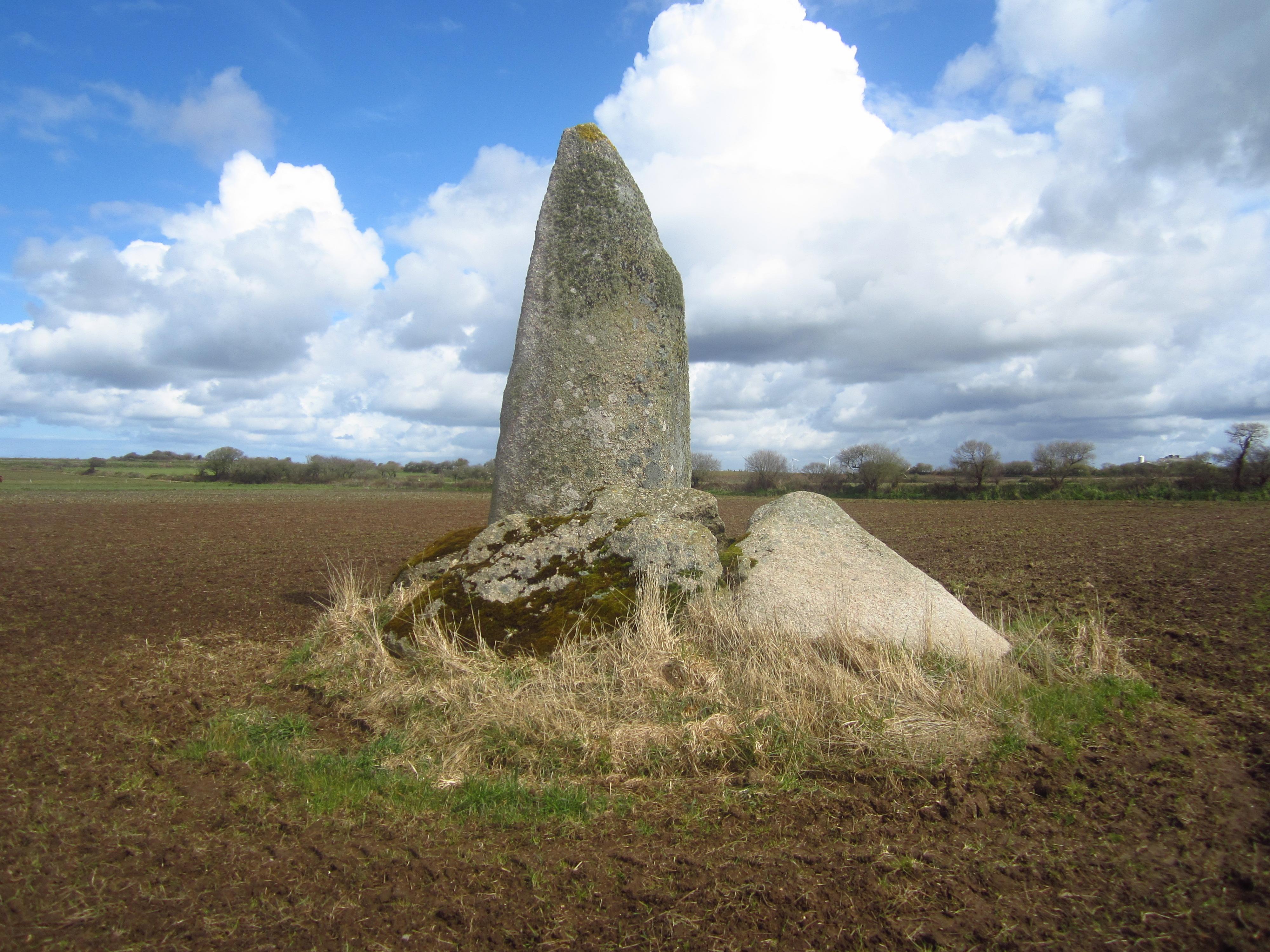
Le menhir de Kervignen-Bras.

### Châteaux et manoirs de Plouguin
- Ancien camp gaulois près de Castellourop (Castellum Collobii)
- Ancienne motte féodale de Château Gauthier
- Ancien enclos circulaire de Kérozal « Kastel Roué César » (médiéval ?)
- Ancienne tour, ou enclos de Lesven « an tour moan », peut-être déformation de "tour mean" = tour de pierre. (résidence de Fragan ?)
- Bâtisse fortifiée de Château-Gauthier

Aveu de 1641 (vicomté de Coat-Méal)
Cite : Kérozal, Lescalvar et leurs moulins
- Pen ar Van, Lesguen Bras et Lesguen Bihan
- Kerbezrec, Kerarnin, Kergue...(?)
- Lez, Kergonoy
- Lieu noble du Rest
- Kernoa en Plouguin ?
- Lieu noble de Traonmilin
- Château Houloup
- Kerouledic
- Maison d'Antoine Perron

1674 Cité par Éliès
- Treffmenguy (bourg): 4 maisons nobles
- Manoir de Plouguin
- Manoir du seigneur de la Porte Neuve Le Verger
- Manoir de Pen ar Van
- La maison de la Barre
- Lescalvar
- Kérozal, Lezguenn, Keroulidig, Kerbezrec, Lannalouarn, Lanrivanan
- Lescoat, Kastellourop, Kermorvan
- Lieu et chapellerie de Locmajan

Ces manoirs étaient parfois assez riches pour posséder un pigeonnier.
- (Lezcalvar, Lescoat, Pen ar Van, Kérozal)

Parfois il y avait une chapelle.
- (Pen ar Van, Lezcalvar-Saint-Julien, Kérozal, Larivanan[45], Lesven)

Ou un moulin.
- (Lesven, Kerbérec, Kérozal, Lescalvar)

Kérozal a été détruit il y a quelques dizaines d'années.
Le manoir du bourg également (du côté de Ty Coz).
Il reste Kerbérec, Keroulidic, Lescalvar, Kermorvan, Pen ar van, Lesven.
Au nord de Lannalouarn, il y avait une ancienne maison : Kermanar'h ou Kermanner.
La clochette de la chapelle Saint-Julien a été retrouvée par le propriétaire.
Les bénitiers de la chapelle Saint-Rivanon et une pierre de faîtage du pignon ont également été retrouvés.
Au XVIe siècle, Plouguin faisait partie de la sénéchaussée de Brest et Saint-Renan.

## Personnalités
- Jean Hyacinthe Adolphe Collas de La Motte, militaire et homme politique, né à Plouguin ;
- L'abbé Augustin Conq, poète.
- Jos Le Bras écrivain et activiste breton